# Ministerie van Justitie en Veiligheid
Het ministerie van Justitie en Veiligheid (J&V) houdt zich in Nederland bezig met de rechtsorde in alle stadia. Dit omvat onder meer wetgeving, preventie, handhaving, strafoplegging en slachtofferhulp.
Voorheen stond het ministerie bekend als departement van Justitie, ministerie van Justitie en ministerie van Veiligheid en Justitie.

## Geschiedenis

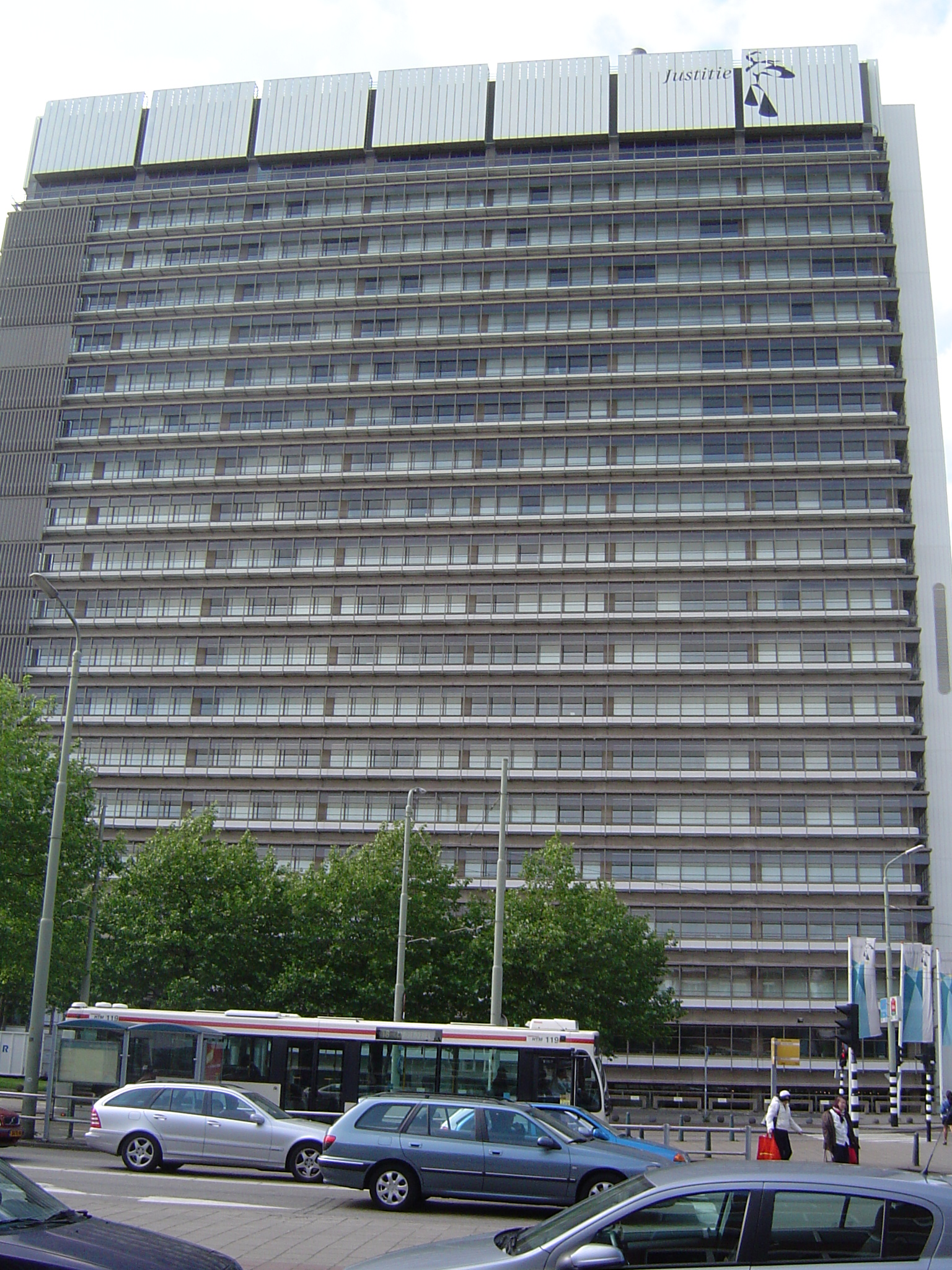
Voormalig gebouw van het ministerie van Veiligheid en Justitie aan de Schedeldoekshaven in Den Haag

Het ministerie is opgericht als departement van Justitie in 1815 in de regeling van het bestuur in de Nederlanden met Cornelis Felix van Maanen als minister. Bij de oprichting was Justitie gevestigd in het 17e-eeuwse huis van Brunswijk aan de Lange Poten en vanaf 1862 ook in het naastliggende aan het Plein liggende Huygenshuis.
In 1838 voerde Van Maanen het Burgerlijk Wetboek en het Wetboek van Strafvordering in. Van Maanen nam in 1842 ontslag nadat de ontwerp-Conflictenwet (over administratieve geschillen) slecht was ontvangen. Willem II verving hem door Van Hall.
In 1876 werden de bestaande gebouwen gesloopt voor een nieuw gebouw dat in 1883 voltooid werd. Het beschikte over een vergaderzaal voor de ministerraad en kantoorruimte voor Hoge Raad van Adel. In 1939 werkten er 182 ambtenaren. Gedurende de oorlog was er een Londens departement van Justitie, gevestigd in Arlington House, die zich bezig zou gaan houden met de speciale naoorlogse berechting, en het Haagse departement onder Duitse bezetting dat in 1943 verhuisde naar Apeldoorn.
Het ministerie werd na de oorlog weer op Plein 2 gehuisvest totdat het in 1978 werd verplaatst, net als het ministerie van Binnenlandse Zaken en Koninkrijksrelaties (BZK), naar een nieuwe kantoortoren aan de Schedeldoekshaven. Deze torens werden gebouwd volgens het revolutionaire jackblocksysteem. Het voormalige justitiegebouw werd aan het Tweede Kamergebouw toegevoegd.
Op 14 oktober 2010 met ingang van het kabinet-Rutte I werd het directoraat-generaal Veiligheid vanuit BZK aan het ministerie toegevoegd en ging het ministerie door onder de naam ministerie van Veiligheid en Justitie. 
Het ministerie is sinds december 2012 samen met het restant van Binnenlandse Zaken gevestigd in het Wijnhavenkwartier in Den Haag in het JuBi-gebouw.
In oktober 2017, bij het aantreden van het kabinet-Rutte III, is de naam onder druk van juristen – met als argumenten dat justitie de oudste rechten heeft en niet mag onderdoen voor veiligheid – gewijzigd in ministerie van Justitie en Veiligheid.

## Organisatie
Sinds 2 juli 2024 is David van Weel (VVD) minister van Justitie en Veiligheid. Teun Struycken (NSC) is staatssecretaris Rechtsbescherming op het departement. Na de benoeming van Dick Schoof als minister-president van het kabinet-Schoof, wordt sinds 2 juli 2024 de positie van secretaris-generaal van het ministerie van Justitie en Veiligheid waargenomen door Ric de Rooij. 
Het ministerie bestaat uit enkele Directoraten-Generaal. Zo kent het ministerie van Justitie en Veiligheid het Directoraat-Generaal Politie en Veiligheidsregio's (DGPenV), het Directoraat-Generaal Rechtspleging en Rechtshandhaving (DGRR), het Directoraat-Generaal Straffen en Beschermen (DGSenB) en Directoraat-Generaal Migratie (DGM). Verder vallen de Nationaal Coördinator Terrorismebestrijding en Veiligheid, de nationale politie, het Openbaar Ministerie, de Inspectie Veiligheid en Justitie, de brandweer, de Dienst Justitiële Inrichtingen, het Centraal Justitieel Incassobureau, de Raad voor de Kinderbescherming en Dienst Terugkeer & Vertrek onder dit ministerie.

## Taken
Het ministerie van Justitie en Veiligheid heeft als primaire taak het zorgen voor de rechtsstaat in Nederland. Het ministerie werkt aan een veiliger Nederland. Het ministerie regelt bijvoorbeeld de politie, strafvervolging door het Openbaar Ministerie en alle facetten die daar bij komen kijken.